# Desmonus atophus
Desmonus atophus är en mångfotingart som först beskrevs av Chamberlin och Stanley B. Mulaik 1941.  Desmonus atophus ingår i släktet Desmonus och familjen Sphaeriodesmidae. Inga underarter finns listade i Catalogue of Life.